# Charmeleon
Charmeleon (japanski: リザード Rizādo) jedan je od 1025 fiktivnih vrsta Pokémona iz medijske franšize Pokémon, skupa Pokémon videoigara, animiranih serija, manga stripova, knjiga, igraćih karata i drugih medija kojima je tvorac Satoshi Tajiri. Svrha je Charmeleona u videoigrama, animiranoj seriji i manga stripovima, kao i svrha ostalih Pokémona, borba s divljim Pokémonima – neukroćenim stvorenjima koje igrači i likovi pronalaze dok kreću na razne avanture – i pripitomljenim Pokémonima drugih Pokémon trenera.

## Etimologijaimena
Charmeleonovo ime kombinacija je engleskih riječi "char" = opeći, i "chameleon" = kameleon (maleni gušter). Doduše, Charmeleona se ne bi trebalo smatrati ekvivalentom kameleonu, jer nema nikakve veze sa stvarnom životinjom, dok Pokémon Kecleon ima. 
Njegovo japansko ime dolazi od izgovora engleske riječi "lizard" = gušter, zbog njegova gmazolika izgleda.

## Pokédex podaci
- Pokémon Red/Blue: Kada zamahne svojim gorućim repom, podiže okolnu temperaturu do nepodnošljivo visokih razina.
- Pokémon Yellow: Neizvjesne borbe uzbuđuju ovog Pokémona. Kada je uzbuđen, ispaljuje plavičasto bijele plamenove.
- Pokémon Gold: Veoma je tvrdoglave naravi, stalno tražeći nove protivnike. Smiruje se tek kad pobijedi.
- Pokémon Silver: Posjeduje barbarsku narav. U borbama, zamahuje svojim gorućim repom i razrezuje uokolo oštrim kandžama.
- Pokémon Crystal: Postaje uzbuđen tijekom borbe, rigajući nevjerojatno tople plamenove, spaljujući okolinu.
- Pokémon Ruby/Sapphire: Charmeleon nesmiljeno uništava svoje protivnike oštrim kandžama. Ako pronađe snažnog protivnika, postaje agresivan. U ovom uzbuđenom stanju, plamen na vrhu njegova repa poprima plavičasto bijelu boju.
- Pokémon Emerald: Bez milosti, uništava protivnike svojim oštrim kandžama. Ako pronađe jakog neprijatelja, postaje uznemiren te plamen na njegovom repu poprima plavičasto bijelu boju.
- Pokémon FireRed: Napada zamahivanjem repa odbacujući svoje neprijatelje, a zatim ih razrezuje oštrim kandžama.
- Pokémon LeafGreen: Kada zamahne svojim gorućim repom, podiže okolnu temperaturu do nepodnošljivo visokih razina.
- Pokémon Diamond/Pearl/Platinum: U kamenitim planinama gdje živi, plamen na njegovom repu sjaji poput zvijezda.

## U videoigrama
Charmeleon nije dostupan unutar videoigara u divljini. Jedini način dobivanja Charmeleona jest razvijanje Charmandera, početnog Pokémona unutar nekih igara, od 16. razine nadalje.
Charmeleon je ključan u dobivanju Charizarda, u kojeg se razvija na 36. razini.

## Tehnike
| Prirodne tehnike             | Prirodne tehnike | Prirodne tehnike |
| ---------------------------- | ---------------- | ---------------- |
| Tehnika                      | Vrsta tehnike    | Razina           |
| Grebanje (Scratch)           | Normalni         |                  |
| Režanje (Growl)              | Normalni         |                  |
| Žeravica (Ember)             | Vatreni          |                  |
| Dimna zavjesa (Smokescreen)  | Normalni         |                  |
| Zmajev bijes (Dragon Rage)   | Zmaj             | 17               |
| Strašno lice (Scary Face)    | Normalni         | 21               |
| Vatreni očnjak (Fire Fang)   | Vatreni          | 28               |
| Razrezivanje (Slash)         | Normalni         | 32               |
| Bacač plamena (Flamethrower) | Vatreni          | 39               |
| Vatreni vrtlog (Fire Spin)   | Vatreni          | 43               |

## Statistike
| HP:      | 58 |  |
| Attack:  | 64 |  |
| Defense: | 58 |  |
| Special: | 65 |  |
| SpAtk:   | 80 |  |
| SpDef:   | 65 |  |
| Speed:   | 80 |  |

Statistika Special korištena je samo tijekom prve generacije; kasnije je podijeljenja na Special Attack i Special Defense statistike.

## U animiranoj seriji
Kada se Ashov Charmander razvio u Charmeleona dok se borio s Exeggutorima, njegova se osobnost naglo i potpuno promijenila. Postao je veoma neposlušan Pokémon, boreći se samo kada je bio od volje. Pokazao je svoj nedostatak poštovanja čim mu je Ash čestitao na njegovoj evoluciji. Evoluirao je u Charizarda tri epizode kasnije, zbog velike želje da se bori s Aerodactylom.
Kada je Ash sreo svog prijatelja Richija na Whirl otocima, njegov se Charmander, Zippo, razvio u Charmeleona od prošlog pojavljivanja. Zippo se nije razvio u Charizarda.
Na otocima između grada Lilycovea i grada Mossdeea, jedan od učenika Pokémon sudačke škole ima Charmeleona, kao i Ivysaura i Wartortlea.
U filmu Pokémon 4Ever, mladi prof. Oak ima Charmeleona kojeg koristi da bi pobijedio Sneasela koji pripada članu Tima Raketa.